# Jason Hawke
Jason Hawke är en tysk homosexuell porrskådespelare och modell. Han har deltagit i omkring 70 produktioner.

## Utmärkelser och nomineringar
- 2001 Grabby Awards-nominering för Best Duo Sex Scene in "SuperCharge" med D.C. Chandler (Studio 2000).[3]
- 2002 GayVN Awards-nominering för Best Newcomer.[4]
- 2002 Grabby Awards-nominering för Best Performer.[5]
- 2003 Grabby Awards-nomineringar för Best Supporting Actor and Best Performer.[6]

## Filmografi (urval)
- The Violation: Part 2 (2000)
- Hooked (Jocks Pac 108) (2001)
- Big Brother's Watching (2001)
- Köllide (2005)
- Flex (2005)
- Bonesucker (2005)